# Rio Chandless
Le rio Chandless est un cours d'eau brésilien qui baigne l'État d'Acre et un affluent (rd) du rio Purus, donc un sous-affluent de l'Amazone. Il a été nommé en l'honneur de l'explorateur William Chandless.

## Géographie
Il prend sa source au Pérou, sur le territoire de la municipalité de Manoel Urbano, à 260 m d'altitude. Il arrose les municipalités de Manoel Urbano et Santa Rosa do Purus avant de se jeter dans le rio Purus, sur sa rive droite après un parcours de 400 km. Son principal affluent est le rio Sindrichal (130 km).